# Live 1963
Live 1963 è un album live di musica jazz del Daevid Allen Trio, composto dallo stesso Daevid Allen alla chitarra, da Robert Wyatt alla batteria e da Hugh Hopper al basso. Compare inoltre, in qualità di ospite, Mike Ratledge alle tastiere.
È stato registrato, in maniera rudimentale, con un magnetofono monofonico durante uno dei pochi concerti tenuti dal gruppo, quello al famoso Marquee Club di Londra nel 1963.
La musica risente fortemente della grande passione che a quel tempo avevano per il jazz i quattro musicisti, con frequenti improvvisazioni e soluzioni sperimentali, ma subisce anche l'influenza del rock psichedelico, in particolar modo nei testi. L'evento vede alternarsi i brani che compongono l'album con la lettura di poesie beat da parte del leader Allen.
Il tentativo di ritagliarsi un proprio spazio alternativo alla moda imperante di quegli anni, quella dei Beatles, viene esibito sia con la musica, estremamente sperimentale, sia con l'aspetto esteriore dei musicisti, che si presentano sul palco con i capelli lunghi e spettinati e gli abiti sgualciti.
Il sound risulta piuttosto grezzo e, dato il grado di sperimentazione, di difficile ascolto, ma assume una particolare importanza come prima testimonianza di quella che sarà la musica dei Soft Machine, la band che darà a questi stessi artisti la popolarità qualche anno più tardi. In seguito verranno riproposti in altre opere di Allen e dei Soft alcuni dei brani dell'album, in particolare Frederique La Poisson Avec Frite Sur De Dos (Version: Tres Tres Rosbif), che comparirà come Fred the Fish nel disco di Allen Banana Moon. Il personaggio di cui parla la canzone, 'Fred il pesce', verrà ripreso da Allen anche nella mitologia dei Gong, la band che formerà dopo essere uscito dai Soft Machine.
L'esperimento di coniugare il jazz alla poetica beat non incontra il favore del pubblico, e qualche mese dopo il trio si scioglie. La registrazione verrà pubblicata su CD solo nel 1993 dalla Voiceprint Records, con il numero di catalogo VP122CD. Allen, Wyatt e Ratledge si riuniranno nel 1966 per formare i Soft Machine con Kevin Ayers. Inizialmente Hopper partecipa a questa nuova avventura come compositore e road manager, per poi entrare nella formazione nel 1969, dopo l'uscita dalla band di Allen ed Ayers.

## Tracce
1. Love Is A Careless Sea - (Allen) 3:38
2. My Head Is A Nightclub - (Allen) 1:25
3. Capacity Travel - (Allen) 6:30
4. The Song Of The Jazzman - (Allen) 6:25
5. Dear Olde Benny Green Is A-Turning In His Grave - (Allen, Wyatt, Hopper, Ratledge)[3] 10:37
6. Ya Sunne Wot - (Allen) 3:56
7. Frederique La Poisson Avec Frite Sur De Dos (Version: Tres Tres Rosbif) - (Allen) 2:55

## Musicisti
- Daevid Allen: chitarra, voce recitante
- Robert Wyatt: batteria
- Hugh Hopper: basso

### Ospite
- Mike Ratledge: pianoforte